# Rape Me
"Rape Me" é uma canção da banda grunge estadunidense Nirvana, composta pelo vocalista Kurt Cobain. Foi lançada como segundo single do álbum In Utero, em 1993, juntamente com  "All Apologies", ambas como lado-A. O single atingiu a posição de número 32 na UK Singles Chart.

## Antecedentes e gravação
Kurt Cobain compôs a canção em violão na época que o segundo álbum da banda, Nevermind, estava sendo mixado, em 1991. À época, a canção ainda não tinha a seção intermediária, e sim um solo na parte correspondente.
A banda quis tocar "Rape Me" em sua apresentação o MTV Video Music Awards, em 1992. Embora a MTV tenha inicialmente dito que a banda poderia tocar a canção que quisesse, depois insistiram que tocassem "Smells Like Teen Spirit". Horas antes da apresentação, o Nirvana se recusou a tocar, mas, preocupados que o canal boicotasse outros artistas da gravadora, a banda acabou afirmando que tocaria seu último single até então, "Lithium". Porém, em vez de "Lithium", no início da apresentação, Cobain começou a tocar e cantar "Rape Me". Ele disse que fez isso "só para dar [à MTV] um susto". Em pânico, a MTV estava prestes trocar a transmissão para um comercial, quando a banda parou de cantar "Rape Me" e passou a tocar, enfim, "Lithium".
A banda gravou "Rape Me" pela primeira vez numa sessão de dois dias, com o produtor Jack Endino, no mês de outubro de 1992, em Washington (EUA). Duas tomadas da canção foram gravadas, uma instrumental, outra com vocais de Kurt Cobain e segunda voz de Dave Grohl. Enquanto gravava, Cobain segurava sua filha, a ainda bebê Frances Bean, em seu colo, e seu choro foi gravado nessa versão.
Em fevereiro de 1993, o Nirvana foi aos Pachyderm Studios, em Cannon Falls, Minnesota (EUA), para gravar seu terceiro álbum de estúdio, In Utero, com o produtor Steve Albini. A banda gravou a parte instrumental da canção no dia 15 de fevereiro e, no dia seguinte, Cobain gravou os vocais. 
Nos EUA, a canção foi renomeada para "Waif Me" no verso da capa do álbum das edições que foram vendidas no Walmart e Kmart, que consideraram o título real demasiado controverso. A canção, no entanto, mantivera-se inalterada e, no encarte, continuava listada com seu nome original. 

## Significado, composição e letra
Kurt Cobain concebeu "Rape Me" como uma canção anti-estupro de afirmação da vida. Ele disse a Spin, "É como se ela estivesse dizendo: 'Me estupre, vá em frente, pode me estuprar, me bater. Você nunca vai me matar. Eu vou sobreviver a isso e eu vou te estuprar um dia desses sem que você ao menos saiba'.
O biógrafo do Nirvana, Michael Azerrad, comentou que a canção parecia tratar do desgosto de Kurt Cobain quanto à cobertura da mídia em relação a sua vida pessoal. Apesar de Cobain afirmar que a canção fora composta muito antes de seus problemas com adicção a drogas se tornarem públicos, ele concordou que poderia ser vista sob esse ângulo.

## Lançamento
A canção faz parte do terceiro e último álbum de estúdio da banda, In Utero, lançado no dia 14 de setembro de 1993, nos EUA. Posteriormente, foi lançada juntamente com "All Apologies", como segundo single do álbum, em 6 de dezembro de 1993. Nos EUA, houve lançamento apenas promocional do single (para estações de rádio).
No Reino Unido, o single foi lançado comercialmente em vinis de 7" e de 12" (este incluindo duas impressões da arte de capa e um postal), em fita cassete e em CD, contendo a canção inédita "MV" (também conhecida como "Moist Vagina") como lado-B.

## Outras versões
Duas versões da canção aparecem na caixa especial With the Lights Out, de 2004: uma gravação caseira solo, acústica, feita em maio de 1991, e uma gravação em estúdio de outubro de 1992, em que se ouve o choro de Frances Cobain, ainda bebê, no início da canção. Ambas as versões também aparecem na coletânea Sliver: The Best of the Box, de 2005.
A versão de 1991, com solo em vez da seção intermediária, aparece no DVD Live at the Paramount.

## Faixas
Vinil (12"):
A1. "All Apologies" (LP version)
A2. "Rape Me" (LP version)
B. "MV" (Previously unreleased)
CD:
1. "All Apologies" (LP version)
2. "Rape Me" (LP version)
3. "MV" (Previously unreleased)

## Pessoal
Nirvana
- Kurt Cobain - voz, guitarra
- Krist Novoselic - baixo
- Dave Grohl - Bateria

Equipe
- Steve Albini - produtor